# Belton (Missouri)
Belton és una població dels Estats Units a l'estat de Missouri. Segons el cens del 2000 tenia 21.730 habitants.

## Demografia
Segons el cens del 2000, Belton tenia 21.730 habitants, 7.945 habitatges, i 5.807 famílies. La densitat de població era de 626,1 habitants per km².
Dels 7.945 habitatges en un 40,6% hi vivien nens de menys de 18 anys, en un 56% hi vivien parelles casades, en un 12,9% dones solteres, i en un 26,9% no eren unitats familiars. En el 22,3% dels habitatges hi vivien persones soles el 7,5% de les quals corresponia a persones de 65 anys o més que vivien soles. El nombre mitjà de persones vivint en cada habitatge era de 2,7 i el nombre mitjà de persones que vivien en cada família era de 3,15.
Per edats la població es repartia de la següent manera: un 30% tenia menys de 18 anys, un 8,6% entre 18 i 24, un 32,6% entre 25 i 44, un 18,8% de 45 a 60 i un 10,1% 65 anys o més.
L'edat mediana era de 33 anys. Per cada 100 dones de 18 o més anys hi havia 90,1 homes.
La renda mediana per habitatge era de 45.581 $ i la renda mediana per família de 51.268 $. Els homes tenien una renda mediana de 35.518 $ mentre que les dones 25.542 $. La renda per capita de la població era de 18.572 $. Entorn del 6,5% de les famílies i el 7,9% de la població estaven per davall del llindar de pobresa.

## Poblacions més properes
El següent diagrama mostra les poblacions més properes.